# Bataille de Leipzig : carte du 16 octobre 1813, entre 13 heures et 21 heures

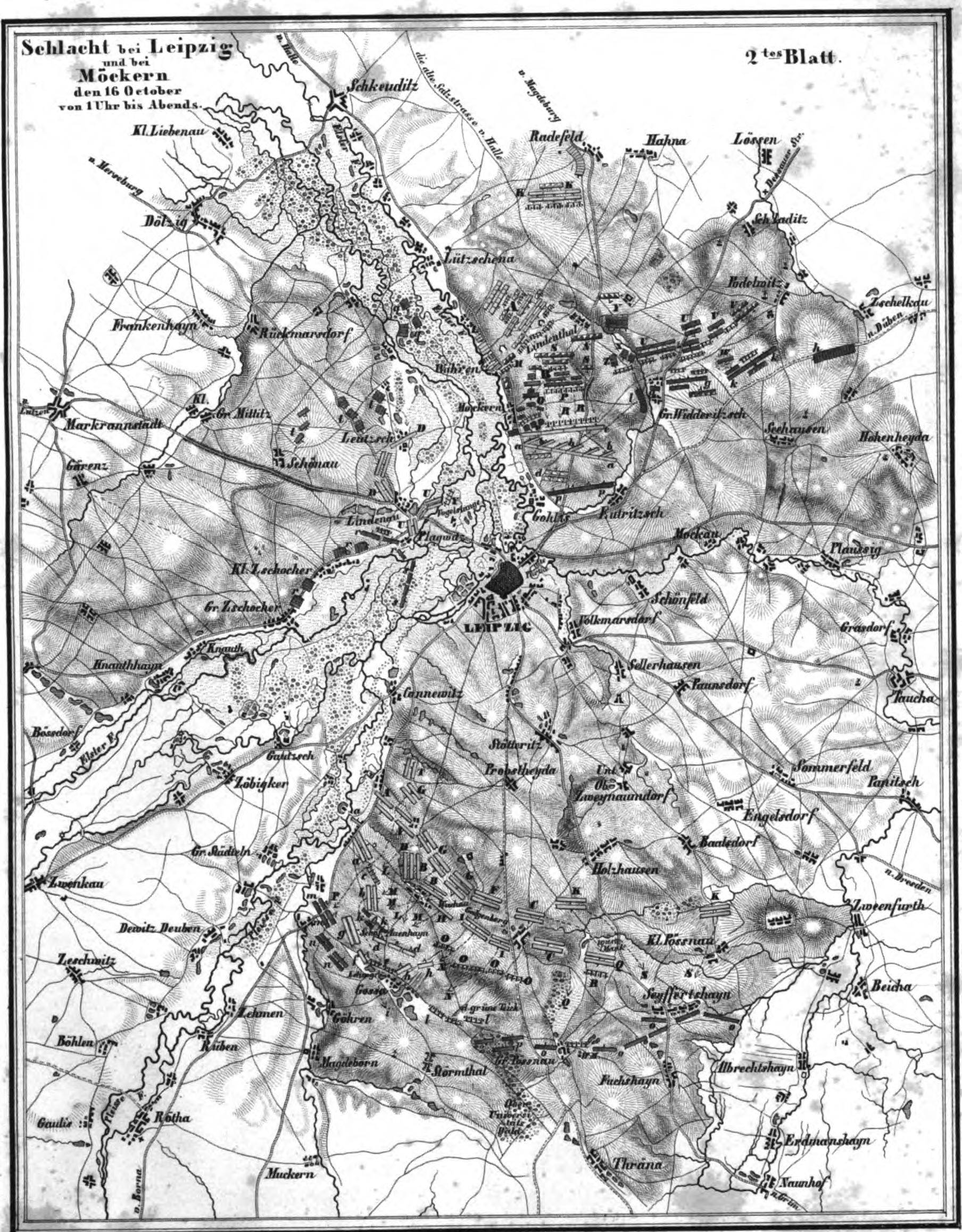
Leipzig, 16 octobre après 13 heures.

La carte de la bataille de Leipzig le 16 octobre 1813 d'après J.E Woerl permet de mieux comprendre le déroulement de la bataille de 13 heures jusqu'au soir. Elle fait suite à la Carte de la bataille de Leipzig le 16 octobre 1813, entre 8 heures et 13 heures.  
Cette carte a été publiée dans Geschichte der Kriege von 1792 bis 1815. Band 2 : Schlachten Atlas publié en 1852. 
Sur la carte, les lettres en majuscules représentent des troupes ou des événements français, les lettres en minuscule des troupes ou événements de la coalition et renvoient à la légende suivante.
- Pour la composition des troupes françaises : voir Ordre de bataille français lors de la bataille de Leipzig.
- Pour la composition des troupes coalisées : voir Ordre de bataille de la coalition lors de la bataille de Leipzig.

## Positions des forces françaises à 13 heures
AA : 9e corps d'Augereau et 8e corps de Poniatowski entre Markkleeberg et Dösen

BB : 3e et 4e divisions de la jeune Garde Impériale sous les ordres du Maréchal Oudinot en arrière de Wachau

CC : 1re et 2e divisions de la jeune Garde Impériale sous les ordres du Maréchal Mortier en arrière de Liebertwolkwitz

DD : 4 bataillons de la Brigade Bertrand (Garnison de Leipzig) et division Morand (du 4e corps du Maréchal Bertrand) vers Lindenau

EE : 6e corps de Marmont, Division Dabrowski et 3e de cavalerie Arrighi en avant de Möckern et Widderitzsch

FF : 2 divisions de la Vieille Garde Impériale en réserve entre Wachau et Liebertwolkwitz

GG : 1er de cavalerie Latour-Maubourg, 4e de cavalerie Kellerman, 5e de cavalerie Pajol et cavalerie de la Garde Impériale Nansouty en réserve derrière Wachau

HH : 2e corps de Victor à Wachau

II : 5e corps de Lauriston à Liebertwolkwitz

KK : 11e corps de Macdonald au sud de Holzaushen

Troupes non représentées sur la carte de 13 heures
- Garnison de Leipzig du Général Margaron dans la ville de Leipzig (brigades von Hochberg et cavalerie : 2 423 hommes, 1 674 cavaliers)
- la division provisoire Lefol (2 229 hommes) forme un cordon entre Leipzig et Markkleeberg sur la rive droite de la Pleisse
- 3e corps d'infanterie du Général Souham en marche vers Mockau
- divisions Fontanelli et Franquemont du 4e corps Bertrand dans Leipzig

## Positions des forces coalisées à 13 heures
1re colonne du Général Kleist occupe Makleeberg (aa) 

2e colonne du Prince de Wurtemberg est en face de Wachau (bb), appuyé par une batterie d'environ 80 pièces (cc)

Cavalerie de Pahlen entre la 2e et 3e colonne

3e colonne du Prince Gortchakov en avant du Bois de L'université, face à Liebertwolkwitz

4e colonne du Général Klenau entre Gross-Possnau et Fuschshayn, l'avant-garde à l'est de Liebertwolkwitz

Réserves russes et prussiennes du Grand-Duc Constantin entre Gossa et Cröbern, en face de Wachau

Le 2e corps autrichien du Général Merveldt sur la rive gauche de la Pleisse, face à Connewitz

Réserves d'infanterie et de cavalerie autrichiennes du Prince de Hesse-Hombourg et du Général Nostitz sont dans les environs de Zwenkau. Un peu avant 13 heures, Schwarzenberg leur a envoyé l'ordre de passer sur la rive droite de la Pleisse par le pont de Dewitz-Deuben

3e corps autrichien du Général Giulay (sans la division Murray), la division Liechtenstein, et le Corps franc de cavalerie Thielmann marchent sur Lindenau

Armée de Silésie du Général Blücher arrive devant Breitenfeld, Lindenthal et Wahren

## Bataille de Wachau
L'attaque des coalisés commencée à 9 heures le matin a échoué vers midi. Seul le village de Markkleeberg est tombé au pouvoir des coalisés qui n'ont pas pu en déboucher. Près de 15 000 coalisés sont hors de combat contre seulement 5 000 français. Avec l'arrivée de Macdonald et Sébastiani sur l'est du champ de bataille, Napoléon est prêt pour contre-attaquer. Il veut que Macdonald attaque le flanc est des coalisés pour y attirer leurs réserves. Pendant ce temps, Drouot, à la tête d'une immense batterie pilonnera le centre coalisé. Une fois que l'attaque débordante de Macdonald aura produit ses effets, Lauriston et Mortier se porteront de Liebertwolkwitz sur Stormethal pendant que Victor et Oudinot déboucheront de Wachau sur Gossa. 

À 13 heures, Macdonald débouche de Holzaushen, la division Charpentier par la chaussée ouest de la route, Ledru par la chaussée est, Gérard plus à l'est, appuyé sur sa gauche par la cavalerie de Sébastiani et Marchand en réserve. Charpentier et Ledru repoussent la brigade prussienne Ziethen mais sont arrêtés devant le Kolmberg et la tête du bois de Gross-Posnau (QQ). Sébastiani parvient à enfoncer la cavalerie autrichienne de la Brigade Baumgarten et prussienne de la Brigade von Mutius (SS) et à s'emparer de Seyffetshayn. Mais au moment de déboucher de ce village, Sébastiani est attaqué par les brigades de cuirassiers Von Wrangel et Desfours qui l'obligent à se replier en arrière du village. La division du Général Gérard, qui a été blessé dès les premiers engagements, se dirige sur Klein-Pössnau. 

À 13H45, Napoléon, toujours situé au moulin du Glagenberg, voyant l'attaque de Macdonald stoppée, vient en personne reconnaître la situation sur ce secteur. À peine arrivé, il ordonne à la division Charpentier de prendre d'assaut le Kolmberg, petit monticule couvert par deux batteries autrichiennes. La division Charpentier s'élance, le 22e régiment léger en tête de colonne et s'empare du Kolmberg et de quelques canons autrichiens. Le général Meunier est blessé dans l'attaque. De son côté Ledru s'avance sur Seyffetshayn dont il s’empare. Les deux divisions françaises sont arrêtées devant Gross-Pössnau et à la sortie de Seyffetshayn (RR). Le maréchal Macdonald vient en personne conduire l’attaque sur Gross-Pösnau mais les Autrichiens tiennent bon (oo).
À 14h30, Napoléon, qui a compris que l'attaque débordante de Macdonald par l'est ne donnera pas les effets escomptés, est de retour au moulin du Glagenberg. Il y apprend que Blücher est arrivé avec son armée au Nord de Leipzig et que ni Marmont ni Souham ne pourront le rejoindre. Il se décide donc à précipiter son attaque sur le centre coalisé. Depuis 13 heures, le général Drouot pilonne sans relâche les positions coalisées en face de Wachau et Liebertwolkwitz avec une batterie de 150 pièces (80 de la réserve de la Garde Impériale, le restant des corps Victor et Lauriston). Plusieurs batteries russes et prussiennes ont été détruites par la puissance de feu française. C'est le moment choisi par Napoléon pour lancer son attaque.
Lauriston débouche de Liebertwolkwitz, la division Maison en tête de colonne, appuyé par les deux divisions de la Jeune Garde du Maréchal Mortier. Il parvient à culbuter les troupes de Gortchakov qui se replient en partie sur Gossa, en partie dans le bois de l'Université. Le 5e corps de Lauriston se dirige donc sur Gossa (NN), Mortier essaye de pénétrer dans le bois de l'Université (pp). À compter de ce moment, les troupes de Mortier sont détachées de Lauriston et ne participent plus à l'attaque du centre. Mortier, appuyé par la cavalerie Piré et L'Héritier, coordonne ses attaques avec Macdonald contre les Autrichiens de Klenau. Au même moment, Victor, appuyé par Oudinot, repousse les troupes du Prince de Wurtemberg et s'avance sur Auenhayn (MM) qu'il ne parvient pas à prendre. Drouot fait avancer sa batterie pour couvrir l'espace entre Lauriston et Victor. De leur côté, Augereau et Poniatowski renouvellent leurs assauts sur Markkleeberg, sans succès. 
Face à la poussée française, Barclay de Tolly engage ses dernières réserves. La 1re division de grenadiers russes (3e corps de Raïevski) s'avance sur Auenhayn (gg) face à Victor, la 2e division appuyée par la cavalerie de Pahlen III sur Gossa (hh) face à Lauriston. Entre ces deux colonnes, la cavalerie légère de la garde russe et les trois divisions de cuirassiers (dd), appuyés par une batterie de la garde russe (ee), lancent une charge sur les deux divisions de jeune garde d'Oudinot et la grande batterie de Drouot. Le Tsar, le Roi de Prusse et leurs dernières réserves sont rejoints à leur Quartier Général (ff)par le Prince de Schwarzenberg qui promet l'arrivée de renforts venus de la rive ouest de la Pleisse. Les Français sont chassés des abords de Gossa et d'Auenhayn mais les deux divisions d'Oudinot, formées en carrés repoussent les charges de cavalerie russe. Le front se stabilise à nouveau. 
Vers 15h30, Napoléon lance sa cavalerie en deux colonnes pour une attaque décisive. Murat, à la tête de la première colonne formée du 1er corps de cavalerie et de la 6e division de cavalerie lourde du général Milhaud lance une des plus grandes charges de cavalerie de l'Histoire. 7 900 cavaliers répartis en 92 escadrons partent de l'est de Wachau et, passant au travers de la grande batterie de Drouot, enfoncent les cuirassiers russes au centre puis continuant sur leur lancée enfoncent la deuxième division de grenadiers qui s'était avancée devant de Gossa et enfin chargent la cavalerie de Pahlen au niveau du lac vert (ll). Le général Maison du corps Lauriston, qui a suivi le mouvement, pénètre dans Gossa et s’empare de la moitié du village. En une seule charge, Murat parvient à dégager le centre français et à enfoncer toutes les troupes coalisées entre Gossa et le bois de l'Université. Mais les cavaliers français, qui ont subi de lourdes pertes et que la charge a désorganisés, se trouvent désormais dans une zone marécageuse et ont du mal à se rassembler.  
Murat ne lance pas ses réserves de cavalerie pour avoir une chance de compléter son succès. Pourquoi cet abstention ? Raison politique ? Raison militaire ? Quoi qu'il en soit, une violente contre-attaque de la Garde Impériale russe (5e corps de Iermolov) (ii) repousse les cavaliers de Murat. Ceux-ci sont chargés dans leur retraite par le régiment de Cosaques de l'escorte personnelle du Tsar qui transforme le repli des cavaliers français en déroute. Les cavaliers français se replient à travers la grande batterie de Drouot qui doit se former en carré pour repousser la cavalerie russe. De son côté, Letort, à la tête de la seconde colonne de cavalerie formée du 4e de cavalerie et de sa brigade de cavalerie de la vieille garde Impériale (soit en tout un peu moins de 4 000 cavaliers) s'élance par l'ouest de Wachau, culbute les cuirassiers de Levachov et une partie des grenadiers de la 1re division qui se trouvaient à l'ouest de Auenhayn. Les cavaliers poursuivent leur avance jusque dans les environs de Cröbern (PP). Dans son sillage, Victor, à la tête de la division Dubreton, charge Auenhayn à la baïonnette et en chasse la brigade prussienne Klux et les deux régiments de grenadiers russes (kk). La charge de Letort a coupé l'armée coalisée en deux puisque Kleist se trouve désormais isolé dans Markkleeberg (aa), attaqué de front sans succès par les troupes de Poniatowski et d'Augereau. Mais plus important que le sort de Kleist, c'est le pont de Cröbern qui assure la liaison directe entre l'armée de Barclay de Tolly et les troupes de Schwarzenberg sur la rive ouest de la Pleisse qui se trouve désormais à portée des cavaliers français de Letort. C'est le moment crucial de la bataille qui peut faire basculer la victoire dans un camp ou dans l'autre. 
Un peu après 16 heures, les cuirassiers autrichiens Nostitz, suivis par l'infanterie du Prince de Hesse Hombourg, débouchent par le pont de Cröbern (mm) et chassent les cavaliers français de Letort qui en disputaient les abords. 20 000 Autrichiens débouchent sur le champ de bataille et en venant rétablir la situation délicate de Braclay de Tolly renversent le cours de la bataille. Nostitz force Letort à se replier au niveau de la bergerie d'Auenhayn. Dans la foulée, les divisions Bianchi et Weissenwolf rétablissent la liaison avec Kleist à Markkleeberg. La garde prussienne vient se positionner au niveau de la fosse d'argile (nn) et rétablit la liaison entre Auenhayn et Gossa. Pendant ce temps, à l'est du champ de bataille, Macdonald (SS), les deux divisions de la jeune Garde de Mortier (QQ), la cavalerie de 3e et 5e corps (moins Milhaud) luttent fermement contre les forces de Klenau (oo), sans parvenir à les enfoncer. À plusieurs reprises, Sébastiani charge avec son 3e corps les cosaques de Platov à l'est de Sayfferstayn sans parvenir à les enfoncer. Mortier finit par s’emparer entièrement du bois de l'Université mais ne parvient pas à déboucher sur Gross-Ponsau.
À 17 heures, Napoléon renouvelle une dernière attaque générale mais sans engager la Vieille Garde qu'il conserve comme ultime réserve. Les deux divisions d'Oudinot sont envoyées contre Bianchi et Weissenwolf pour les enfermer dans Markkleeberg. Mortier est rappelé du bois de l'Université pour venir enlever le village de Gossa, toujours à demi occupé par la division Maison. La cavalerie de Murat se reforme en arrière de l'infanterie et se tient prête à enfoncer le point faible ennemi. Mais les deux attaques de Mortier et Oudinot échouent. Les Prussiens de Pirch, appuyés par les grenadiers russes qui se sont reformés, parviennent même à chasser Maison de Gossa. 
Avec la tombée de la nuit, le front se stabilise peu à peu. Les coalisés évacuent Markkleeberg, position devenue bien trop avancée pour être tenue toute la nuit. Les Polonais de Poniatowski s’emparent de ce village.